# 옌자간

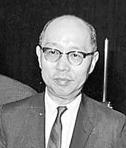
1965년 모습

옌자간(중국어 정체자: 嚴家淦, 간체자: 严家淦, 병음: Yán Jiāgàn, 1905년 10월 23일~1993년 12월 24일)은 중화민국의 정치인이다. 청 제국 장쑤 성 쑤저우 생.
그는 1975년 4월 5일, 장제스(蔣介石) 총통이 재직 중에 병으로 인하여 사망함에 따라 직무를 승계하여 1978년 5월 20일까지 중화민국 총통을 지냈으며, 개명(改名)하기 이전의 그의 아명(兒名)은 옌자진(嚴家金·嚴家鍂·嚴家凎)이고 자(字)는 딩보(靜波, 정파)이다.
1975년에서부터 1978년까지 3년간 중화민국 총통으로 재임했으나 실질적인 권한은 장징궈(蔣經國) 중화민국 행정원 원장이 가지고 있었다.
중화민국 총통 퇴임 후 1979년 1월에서부터 1979년 3월까지 두달간 잠시 장징궈(蔣經國) 중화민국 총통의 외교고문 직책을 잠시 지냈다.

## 생애
1905년 장쑤성(江蘇省) 쑤저우 부(蘇州府) 우 현(吳縣: 오현, 현재의 샹청 구(相城區)와 우중 구(吳中區))에서 출생하였고 상하이 세인트 존스 대학교 화학과를 나왔다. 경제부·재정부 장관과 대만성 주석을 지냈고 1963년 12월 15일 행정원장으로 임명되었다.
1966년과 1972년에 열린 국민대회에서 부총통으로 선출되었으며 1964년과 1974년에는 각각 한 차례씩 대한민국을 방문하기도 했다. 또한 백범 김구에 대한 사료를 찾아 타이완을 방문한 손충무 등을 직접 영접하고 휘호를 써 주기도 했다. 1975년 장제스가 죽자 총통에 임명되어 제5대 중화민국 총통의 잔여임기를 수행하였다. 1978년 총통직을 퇴임한 이후부터 1991년까지 중화문화부흥운동추진위원회 위원장과 국립고궁박물원 지도위원을 지냈다.

## 같이 보기
- 장제스
- 장징궈
- 김구
- 손충무
- 이범석